# Säsong 3 av Teenage Mutant Ninja Turtles (2012)
Säsong 3 av Teenage Mutant Ninja Turtles (2012) är seriens tredje säsong, och sändes i Nickelodeon under perioden 3 oktober 2014-27 september 2015. I Nickelodeon Australia började tredje säsongen sändas den 7 februari 2015.

## Bakgrund
Det var den 26 februari 2013 som Nickelodeon beställde en tredje säsong.

## Lista över avsnitt
| Nr |  | Titel                                                          |  | Regissör         | Manus                          |  |  | Originalvisning   |  | TV-kod |  |  |
| --- |  | -------------------------------------------------------------- |  | ---------------- | ------------------------------ |  |  | ----------------- |  | ------ |  |  |
| 53 |  | "Skogens hemligheter Ute i skogen" "Within the Woods"          |  | Sebastian Montes | Brandon Auman                  |  |  | 3 oktober 2014    |  |        |  |  |
| Efter atta ha fördrivits från New York City, utan Splinter, söker sköldpaddorna skydd på Aprils familjs lantgård i Northampton, Massachusetts. Medan Leonardo återhämtar sig förföljs gruppen av en mystisk figur. Titelreferens: Within the Woods                                                                                      |  |                                                                |  |                  |                                |  |  |                   |  |        |  |  |
| 54 |  | "En väldigt stor fot" "A Foot Too Big"                         |  | Michael Chang    | Doug Langdale                  |  |  | 10 oktober 2014   |  |        |  |  |
| April och Donatello upptäcker Bigfoot. |  |                                                                |  |                  |                                |  |  |                   |  |        |  |  |
| 55 |  | "Dolda hemligheter" "Buried Secrets"                           |  | Alan Wan         | Mark Henry                     |  |  | 17 oktober 2014   |  |        |  |  |
| Sköldpaddorna upptäcker en Kraang-rymdfarkost under gårdshuset. En förklädd Kraang utger sig för att vara Aprils mor. |  |                                                                |  |                  |                                |  |  |                   |  |        |  |  |
| 56 |  | "Grodupproret" "The Croaking"                                  |  | Michael Chang    | Chris "Doc" Wyatt              |  |  | 7 november 2014   |  |        |  |  |
| Michelangelo ger sig av efter ett gräl, och upptäcker Punkgrodorna som planerar att tillfångata människor och flytta in i staden. |  |                                                                |  |                  |                                |  |  |                   |  |        |  |  |
| 57 |  | "I drömmarnas grepp" "In Dreams"                               |  | Sebastian Montes | Doug Langdale                  |  |  | 14 november 2014  |  |        |  |  |
| En grupp mystiska bävrar fångar sköldpaddorna i deras drömmar. Titelreferens: In Dreams |  |                                                                |  |                  |                                |  |  |                   |  |        |  |  |
| 58 |  | "Fartdemonen!" "Race with the Demon!"                          |  | Alan Wan         | Gavin Hignight                 |  |  | 21 november 2014  |  |        |  |  |
| Den mystiske "Speed Demon" härjar på vägarna. |  |                                                                |  |                  |                                |  |  |                   |  |        |  |  |
| 59 |  | "Chimerans ögon" "Eyes of the Chimera"                         |  | Michael Chang    | Greg Weisman                   |  |  | 11 januari 2015   |  |        |  |  |
| En muterad Chimaira kidnappar Donatello, Michelangelo och Raphael . |  |                                                                |  |                  |                                |  |  |                   |  |        |  |  |
| 60 |  | "Andligt uppdrag" "Vision Quest"                               |  | Sebastian Montes | Todd Casey                     |  |  | 18 januari 2015   |  |        |  |  |
| När sköldpaddorna tränar ute i skogarna, förklarar Splinter för dem i en syn att de måste överkomma sina rädslor för att besegra sina fiender. Titelreferens: vision quest |  |                                                                |  |                  |                                |  |  |                   |  |        |  |  |
| 61 |  | "Tillbaka till New York" "Return to New York"                  |  | Alan Wan         | Brandon Auman                  |  |  | 25 januari 2015   |  |        |  |  |
| Sköldpaddorna återvänder till New York City, som nu övertaigts av Shredder och Kraang. Splinter har drabbats av amnesi efter att ha skadats i striden mot Shredder, och tillfångatagits av Fotklanen och hålls som gisslan av Baxter Stockman och tre Shredderkloner som skapats genom Shredders DNA. Titelreferens: Return to New York |  |                                                                |  |                  |                                |  |  |                   |  |        |  |  |
| 62 |  | "Ormjakt" "Serpent Hunt"                                       |  | Michael Chang    | Randolph Heard                 |  |  | 1 februari 2015   |  |        |  |  |
| När sköldpaddorna söker efter Karai stöter de på Zeck och Steranko, som också letar efter henne. Zeck och Steranko planerar att föra henne till Shredder, i utbyte mot skydd från Kraang. |  |                                                                |  |                  |                                |  |  |                   |  |        |  |  |
| 63 |  | "Grisen och noshörningen" "The Pig and the Rhino"              |  | Alan Wan         | Brandon Auman                  |  |  | 8 mars 2015       |  |        |  |  |
| När sköldpaddorna återigen letar efter Karai stöter de ännu en gang på Zeck och Steranko, som nu muterats till Bebop och Rocksteady. |  |                                                                |  |                  |                                |  |  |                   |  |        |  |  |
| 64 |  | "Slaget om New York, del 1" "Battle for New York, Part 1"      |  | Michael Chang    | Brandon Auman                  |  |  | 15 mars 2015      |  |        |  |  |
| Sköldpaddorna upptäcker Mutadjuren, en mostståndsgrupp som bekämpar Kraang. Snart visar det sig att Kraang med hjälp av en mutagenladdad missil planerar att mutera hela Jordens befolkning. |  |                                                                |  |                  |                                |  |  |                   |  |        |  |  |
| 65 |  | "Slaget om New York, del 2" "Battle for New York, Part 2"      |  | Sebastian Montes | Mark Henry                     |  |  | 15 mars 2015      |  |        |  |  |
| Sköldpaddorna beger sig till Dimension X, dit de av Kraang muterade människorna förts, för att rädda dem. |  |                                                                |  |                  |                                |  |  |                   |  |        |  |  |
| 66 |  | "Casey Jones mot undervärlden" "Casey Jones vs the Underworld" |  | Sebastian Montes | Andrew Robinson                |  |  | 22 mars 2015      |  |        |  |  |
| Casey Jones försöker ensam bekämpa stadens under värld, och råkar i strid med Purple Dragons ledare Hun. |  |                                                                |  |                  |                                |  |  |                   |  |        |  |  |
| 67 |  | "Den giftiga hämnaren" "The Noxious Avenger"                   |  | Alan Wan         | Todd Casey                     |  |  | 26 april 2015     |  |        |  |  |
| Sopåkaren Garson Grunge muteras till Muckman. |  |                                                                |  |                  |                                |  |  |                   |  |        |  |  |
| 68 |  | "Mutadjurens sammandrabbning" "Clash of the Mutanimals"        |  | Michael Chang    | Henry Gilroy                   |  |  | 3 maj 2015        |  |        |  |  |
| När Shredder sammanställt sin tankekontroll-medel kidnappar han Dr. Tyler Rockwell, Raphael och Slash och försöker utnyttja dem för att göra sig av med övriga sköldpaddor och Mutadjuren. |  |                                                                |  |                  |                                |  |  |                   |  |        |  |  |
| 69 |  | "Mondo Gecko" "Meet Mondo Gecko"                               |  | Sebastian Montes | Kevin Burke, Chris "Doc" Wyatt |  |  | 10 maj 2015       |  |        |  |  |
| Michelangelo träffar Mondo Gecko, en muterad leopardgecko. Casey Jones är misstänksam då Mondo Gecko arbetar för Mr. X. |  |                                                                |  |                  |                                |  |  |                   |  |        |  |  |
| 70 |  | "Dödligt gift" "The Deadly Venom"                              |  | Alan Wan         | Eugene Son                     |  |  | 17 maj 2015       |  |        |  |  |
| Shredder härntvättar Karai, som ger sig ut på jakt efter sköldpaddorna. |  |                                                                |  |                  |                                |  |  |                   |  |        |  |  |
| 71 |  | "Turtles tidsresa" "Turtles in Time"                           |  | Michael Chang    | Randolph Heard                 |  |  | 2 augusti 2015    |  |        |  |  |
| Sköldpaddorna stöter på tidsmästaren Renet, som skickar dem till Medeltidens England för att hjälpa henne i kamp mot Savanti Romero, som stulit Renets tidsspira. Titelreferens: Turtles in Time |  |                                                                |  |                  |                                |  |  |                   |  |        |  |  |
| 72 |  | "Legenden om Yokai" "Tale of the Yokai"                        |  | Sebastian Montes | Brandon Auman                  |  |  | 9 augusti 2015    |  |        |  |  |
| Genom Renets tidsspira hamnar sköldpaddorna i Japan för 16 år sedan, och bevittnar fejderna mellan Hamato Yoshi och Oroku Saki om Tang Shens kärlek, och Miwa. |  |                                                                |  |                  |                                |  |  |                   |  |        |  |  |
| 73 |  | "Mega-Shredders attack" "Attack of the Mega Shredder!"         |  | Alan Wan         | Gavin Hignight                 |  |  | 16 augusti 2015   |  |        |  |  |
| Sköldpaddorna försöker komma åt en av Shredder-klonerna för att hitta ett botemedel för Shredders tankekontroll-medel. Snart står de öga mot öga med en enorm mutant. |  |                                                                |  |                  |                                |  |  |                   |  |        |  |  |
| 74 |  | "En smygande fara" "The Creeping Doom"                         |  | Michael Chang    | Peter di Cicco                 |  |  | 23 augusti 2015   |  |        |  |  |
| Efter en olycka i Donatellos laboratorium sjunker Donatellos intelligens. |  |                                                                |  |                  |                                |  |  |                   |  |        |  |  |
| 75 |  | "En fyrfaldig fälla" "The Fourfold Trap"                       |  | Sebastian Montes | Mark Henry                     |  |  | 13 september 2015 |  |        |  |  |
| Den hypnotiserade Karai tillfångatar sköldpaddorna, och placerar dem i dödliga fällor. Splinter måste bryta Shredders kontroll över karai. |  |                                                                |  |                  |                                |  |  |                   |  |        |  |  |
| 76 |  | "Dinosaurie siktad i kloakerna" "Dinosaur Seen in Sewers!"     |  | Michael Chang    | Todd Casey                     |  |  | 20 september 2015 |  |        |  |  |
| Raphael stöter på triceratonen Zog, en utomjordisk dinosaurieliknande varelse. |  |                                                                |  |                  |                                |  |  |                   |  |        |  |  |
| 77 |  | "Förinta: Jorden! (del 1)" "Annihilation: Earth! (del 1)"      |  | Sebastian Montes | Brandon Auman                  |  |  | 27 september 2015 |  |        |  |  |
| Jorden hotas av såväl Kraang, i sin reparerade teknodrom, samt triceratonerna. Sköldpaddorna, April, Casey Jones och Leatherhead går samman med "Bishop", en upprorisk Kraang, för att rädda Jorden. |  |                                                                |  |                  |                                |  |  |                   |  |        |  |  |
| 78 |  | "Förinta: Jorden! (del 2)" "Annihilation: Earth! (del 2)"      |  | Alan Wan         | Brandon Auman                  |  |  | 27 september 2015 |  |        |  |  |
| När sköldpaddorna rekryterat Mutadjuren och några av sina övriga vänner, blir Michelangelo tillfångatagen av triceratonerna, och måste räddas. Samtidigt måste Shredder och Splinter gå samman för att förhindra att triceratonerna utplånar Jorden.                                                                                    |  |                                                                |  |                  |                                |  |  |                   |  |        |  |  |

### Fotnoter
1. ↑  D. Higgins (2 februari 2015). ”New this week: Black Sails, Selling Houses Australia, Big Cat Week and Snowboarding World Cup” (på engelska). Foxtel. http://community.foxtel.com.au/t5/Foxtel-Blog/New-this-week-Black-Sails-Selling-Houses-Australia-Big-Cat-Week/ba-p/43232. Läst 17 december 2015.
2. ↑  ”Nickelodeon Orders 'Breadwinners' - Renews 'Ninja Turtles'” (på engelska). Deadline.com. 26 februari 2013. http://www.deadline.com/2013/02/nickelodeon-orders-new-animated-series-breadwinners-renews-ninja-turtles/. Läst 17 december 2015.
3. ↑  ”Within the Woods” (på engelska). TV.Com. 3 oktober 2014. http://www.tv.com/shows/teenage-mutant-ninja-turtles-2012/within-the-woods-3048258/. Läst 17 december 2015.
4. ↑  ”A Foot Too Big” (på engelska). TV.Com. 10 oktober 2014. http://www.tv.com/shows/teenage-mutant-ninja-turtles-2012/a-foot-too-big-3049267/. Läst 17 december 2015.
5. ↑  ”Buried Secrets” (på engelska). TV.Com. 17 oktober 2014. http://www.tv.com/shows/teenage-mutant-ninja-turtles-2012/buried-secrets-3050768/. Läst 17 december 2015.
6. ↑  ”The Croaking” (på engelska). TV.Com. 7 november 2014. http://www.tv.com/shows/teenage-mutant-ninja-turtles-2012/the-croaking-3054526/. Läst 17 december 2015.
7. ↑  ”In Dreams” (på engelska). TV.Com. 14 november 2014. http://www.tv.com/shows/teenage-mutant-ninja-turtles-2012/in-dreams-3065521/. Läst 17 december 2015.
8. ↑  ”Race with the Demon!” (på engelska). TV.Com. 21 november 2014. http://www.tv.com/shows/teenage-mutant-ninja-turtles-2012/race-with-the-demon-3056836/. Läst 17 december 2015.
9. ↑  ”Eyes of the Chimera” (på engelska). TV.Com. 11 januari 2015. http://www.tv.com/shows/teenage-mutant-ninja-turtles-2012/eyes-of-the-chimera-3062324/. Läst 17 december 2015.
10. ↑  ”Vision Quest” (på engelska). TV.Com. 18 januari 2015. http://www.tv.com/shows/teenage-mutant-ninja-turtles-2012/vision-quest-3061882/. Läst 17 december 2015.
11. ↑  ”Return to New York” (på engelska). TV.Com. 25 januari 2015. http://www.tv.com/shows/teenage-mutant-ninja-turtles-2012/return-to-new-york-3064084/. Läst 17 december 2015.
12. ↑  ”Serpent Hunt” (på engelska). TV.Com. 1 februari 2015. http://www.tv.com/shows/teenage-mutant-ninja-turtles-2012/serpent-hunt-3066127/. Läst 17 december 2015.
13. ↑  ”The Pig and the Rhino” (på engelska). TV.Com. XX 201X. http://www.tv.com/shows/teenage-mutant-ninja-turtles-2012/the-pig-and-the-rhino-3071743/. Läst 8 mars 2015.
14. ↑  ”Battle for New York Part 1” (på engelska). TV.Com. XX 201X. http://www.tv.com/shows/teenage-mutant-ninja-turtles-2012/the-battle-for-new-york-part-1-3071579/. Läst 17 december 2015.
15. ↑  ”Battle for New York  Part 1” (på engelska). TV.Com. 15 mars 2015. http://www.tv.com/shows/teenage-mutant-ninja-turtles-2012/the-battle-for-new-york-part-2-3071580/. Läst 17 december 2015.
16. ↑  ”Casey Jones vs the Underworld” (på engelska). TV.Com. 22 mars 2015. http://www.tv.com/shows/teenage-mutant-ninja-turtles-2012/casey-jones-vs-the-underworld-3071581/. Läst 17 december 2015.
17. ↑  ”The Noxious Avenger” (på engelska). TV.Com. 26 april 2015. http://www.tv.com/shows/teenage-mutant-ninja-turtles-2012/the-noxious-avenger-3198639/. Läst 17 december 2015.
18. ↑  ”Clash of the Mutanimals” (på engelska). TV.Com. 3 maj 2015. http://www.tv.com/shows/teenage-mutant-ninja-turtles-2012/clash-of-the-mutanimals-3198640/. Läst 17 december 2015.
19. ↑  ”Meet Mondo Gecko” (på engelska). TV.Com. 10 maj 2015. http://www.tv.com/shows/teenage-mutant-ninja-turtles-2012/meet-mondo-gecko-3077314/. Läst 17 december 2015.
20. ↑  ”The Deadly Venom” (på engelska). TV.Com. 17 maj 2015. http://www.tv.com/shows/teenage-mutant-ninja-turtles-2012/the-deadly-venom-3198638/. Läst 17 december 2015.
21. ↑  ”Turtles in Time” (på engelska). TV.Com. 2 augusti 2015. http://www.tv.com/shows/teenage-mutant-ninja-turtles-2012/turtles-in-time-3196343/. Läst 17 december 2015.
22. ↑  ”Tale of the Yokai” (på engelska). TV.Com. 9 augusti 2015. http://www.tv.com/shows/teenage-mutant-ninja-turtles-2012/tale-of-the-yokai-3196972/. Läst 17 december 2015.
23. ↑  ”Attack of the Mega Shredder!” (på engelska). TV.Com. 16 augusti 2015. http://www.tv.com/shows/teenage-mutant-ninja-turtles-2012/attack-of-the-mega-shredder-3197586/. Läst 17 december 2015.
24. ↑  ”The Creeping Doom” (på engelska). TV.Com. 23 augusti 2015. http://www.tv.com/shows/teenage-mutant-ninja-turtles-2012/the-creeping-doom-3198207/. Läst 17 december 2015.
25. ↑  ”The Fourfold Trap” (på engelska). TV.Com. 13 september 2015. http://www.tv.com/shows/teenage-mutant-ninja-turtles-2012/the-fourfold-trap-3218032/. Läst 17 december 2015.
26. ↑  ”Dinosaur Seen in Sewers!” (på engelska). TV.Com. 20 september 2015. http://www.tv.com/shows/teenage-mutant-ninja-turtles-2012/dinosaur-seen-in-sewers-3247773/. Läst 17 december 2015.
27. 1 2  ”Annihilation: Earth!” (på engelska). TV.Com. 27 september 2015. http://www.tv.com/shows/teenage-mutant-ninja-turtles-2012/annihilation-earth-3250291/. Läst 17 december 2015.